# Kitsissuarsuit
Kitsissuarsuit, Kitsigsuarssuit, duń. Hunde Ejland – miejscowość na zachodnim wybrzeżu Grenlandii, w gminie Qaasuitsup. Znajduje się na niewielkiej wyspie w południowej części zatoki Disko, 21 km na północny zachód od Aasiaat. Według danych oficjalnych liczba mieszkańców w 2011 roku wynosiła 74 osoby. Początkowo miejsce to było używane przez wielorybników już od roku 1817, lecz sama miejscowość powstała w 1830 roku.
W Kitsissuarsuit znajduje się heliport będący środkiem komunikacji z innymi miejscowościami na Grenlandii. W okresie letnio-jesiennym, gdy wody zatoki są żeglowne, w wybrane dni tygodnia pomiędzy Kitsissuarsuit i Aasiaat oraz Qeqertarsuaq na wyspie Disko kursuje prom.